# Andrea M. Ghez
Andrea Mia Ghez (Nueva York, 16 de junio de 1965) es una astrónoma estadounidense, profesora en el Departamento de Física y Astronomía de la Universidad de California en Los Ángeles (UCLA). Obtuvo la licenciatura en física del Instituto Tecnológico de Massachusetts (MIT) en 1987 y el doctorado en el Instituto Tecnológico de California (Cal Tech) en 1992 (tesis: The Multiplicity of T Tauri Stars in the Star Forming Regions Taurus-Auriga and Ophiucus-Scorpius: A 2.2 µm Speckle Imaging Survey). Detectó las condiciones notablemente tormentosas en un plasma caliente que fue arrastrado hacia el agujero negro que reside en el centro de la Vía Láctea, a 26 000 años luz de distancia. Esta detección del plasma caliente es la primera en una longitud de onda infrarroja, donde se emite la mayor parte de la energía del plasma perturbado, y se realizó usando el Telescopio Keck II.
Fue elegida miembro de la Academia Nacional de Ciencias y de la Academia Estadounidense de Artes y Ciencias.
Recibió varios premios y distinciones, incluidos el Gold Shield Alumnae de la UCLA, el Amelia Earhart Award, el Maria Goeppert-Mayer Award, el Premio Annie J. Cannon, el Premio Packard, el Premio Newton Lacy Pierce, el Premio Sackler, el Escudo de Oro a la Excelencia Académica, el Premio Crafoord y la Medalla de la Lectura Bakeriana.
En el 2004, la revista Discover la incluyó en la lista de los veinte científicos de los Estados Unidos que han demostrado un alto grado de comprensión en sus respectivos campos. En octubre del 2020, recibió el Premio Nobel de Física, «por el descubrimiento de un objeto compacto supermasivo en el centro de la galaxia», reconocimiento que compartió con Reinhard Genzel y Roger Penrose. Sus investigaciones han abierto nuevos caminos en el estudio de objetos compactos y supermasivos.
De los más de 225 galardonados con el Premio Nobel de Física, Ghez es una de las cinco mujeres que lo han recibido.

## Carrera
Nacida en Nueva York, pero criada en Chicago, Ghez primero quiso ser bailarina. Los alunizajes la inspiraron en ser la primera mujer astronauta y su madre la apoyó. Su único modelo de rol femenino fue su profesora de química en la escuela. Comenzó el colegio con especialización en matemáticas, pero cambió a física.
En el 2004, Ghez fue elegida por la Academia Nacional de Ciencias de Estados Unidos. Ha colaborado en una lista notable de medios de comunicación y en documentales producidos por The Learning Channel, BBC y The History Channel. En el 2006 tuvo una aparición en la serie de divulgación científica estadounidense Nova.
En octubre del 2020, se anunció que ella y Reinhard Genzel obtuvieron el Premio Nobel de Física "por el descubrimiento de un objeto comparto supermasivo en el centro de nuestra galaxia". Asimismo lo recibió Roger Penrose "por el descubrimiento de que la formación de agujeros negros es una predicción robusta de la teoría general de la relatividad". Con ello Andrea Ghez se convirtió en la cuarta mujer que obtiene este galardón.

### Vida personal
Es aficionada a la natación, misma que realiza en el Club de Natación Masters, actividad que practica para tomar un descanso de la ciencia.

## Investigaciones
Usando la alta resolución en el infrarrojo del telescopio Keck, Ghez y sus colegas han sido capaces de observar el centro oscuro de nuestra galaxia, descubriendo que hay muchas estrellas orbitando elípticamente el agujero negro central. Desde 1995, el objeto SO-2 ha hecho casi una órbita elíptica completa, aunque serán necesarias varias décadas más para completar las órbitas de alguna de estas estrellas. En octubre de 2012 una segunda estrella en órbita alrededor del centro galáctico, SO-102, fue identificada por su equipo de la UCLA.
La investigación actual de Ghez implica el uso de técnicas de alta resolución espacial en imágenes, como la óptica adaptativa y los Telescopios Keck, para estudiar las regiones de la formación estelar y el agujero negro supermasivo en el centro de la Vía Láctea conocido como Sagitario A*. Usa la cinemática de las estrellas cerca del centro de la galaxia como una prueba para investigar esta región. La alta resolución de los telescopios Keck le dan una mejora significativa en el primer gran estudio de las galaxias centrales cinemáticas por el grupo Reinhard Genzel.

## Premios
- Premio Annie J. Cannon en Astronomía (1994)[10]
- Beca Packard (1996)[11]
- Premio Newton Lacy Pierce en Astronomía de la American Astronomical Society (1998)[10]
- Premio Sackler de la Universidad de Tel Aviv (2004)[12]
- Premio Oro por Academia Excelente (2004)[13]
- Beca MacArthur (2008)[30]
- Premio Crafoord en Astronomía por la Real Academia de las Ciencias de Suecia (2012)[14]
- Medalla de la Lectura Bakeriana (2015)[15]
- Premio Nobel de Física (2020)[22]

## Algunas publicaciones
- Ghez, Andrea M.; Neugebauer, Gerry; Matthews, K. (1993). The Multiplicity of T Tauri Stars in the Taurus-Auriga & Ophiuchus-Scorpius Star Forming Regions: A 2.2 micron Imaging Survey 106. Astronomical Journal. pp. 2005-2023. Bibcode:1993AJ....106.2005G. doi:10.1086/116782.
- Ghez, Andrea M.; White, Russel J.; Simon, M. (1997). High Spatial Resolution Imaging of Pre-Main Sequence Binary Stars: Resolving the Relationship Between Disks and Close Companions 490. Astronomical Journal. pp. 353-367. Bibcode:1997ApJ...490..353G. doi:10.1086/304856.
- Ghez, Andrea M.; Klein, B. L. J.; Morris, M. (1998). High Proper Motions in the Vicinity of Sgr A*: Evidence for a Massive Central Black Hole 509. Astronomical Journal. pp. 678-686. Bibcode:1998ApJ...509..678G. doi:10.1086/306528.
- Ghez, Andrea M.; Morris, M.; Becklin, E. E; Tanner, A. The Accelerations of Stars Orbiting the Milky Way's Central Black Hole 407 (6802). Nature. pp. 349-351. Bibcode:2000Natur.407..349G. doi:10.1038/35030032.
- Ghez, Andrea M.; Duchêne, G.; Matthews, K.; Hornstein, S. D. (2003). The First Measurement of Spectral Lines in a Short-Period Star Bound to the Galaxy's Central Black Hole: A Paradox of Youth 586 (2). Astrophysical Journal Letters. pp. L127. Bibcode:2003ApJ...586L.127G. doi:10.1086/374804.
- Ghez, Andrea M.; Salim, S.; Weinberg, N. N.; Lu, J. R. (2008). Measuring Distance and Properties of the Milky Way's Central Supermassive Black Hole with Stellar Orbits 689 (2). Astrophysical Journal Letters. p. 1044. Bibcode:2008ApJ...689.1044G. doi:10.1086/592738.